# Arnstein (Bawaria)
Arnstein – miasto w Niemczech, w kraju związkowym Bawaria, w rejencji Dolna Frankonia, w regionie Würzburg, w powiecie Main-Spessart. Leży ok. 15 km na wschód od Karlstadt, nad rzeką Wern, przy autostradzie A7, drodze B26, B26a i linii kolejowej Frankfurt nad Menem/Fulda – Schweinfurt.

## Dzielnice
W skład miasta wchodzą następujące dzielnice:
- Altbessingen
- Arnstein (z osiedlami: Dürrhof i Faustenbach)
- Binsbach
- Binsfeld
- Büchold (z osiedlem: Sachserhof)
- Gänheim (z osiedlem: Ruppertzaint)
- Halsheim
- Heugrumbach
- Müdesheim (z osiedlem: Dattensoll)
- Neubessingen
- Reuchelheim (z osiedlami: Ebenroth, Erlasee i Marbach)
- Schwebenried

## Demografia
| Rok  | Liczba mieszk. |
| 1970 | 8403           |
| 1987 | 7 640          |
| 2000 | 8 332          |

## Współpraca
Miejscowości partnerskie:
- Cancale, Francja (od 1988)
- Łubniany, Polska (od 1993)

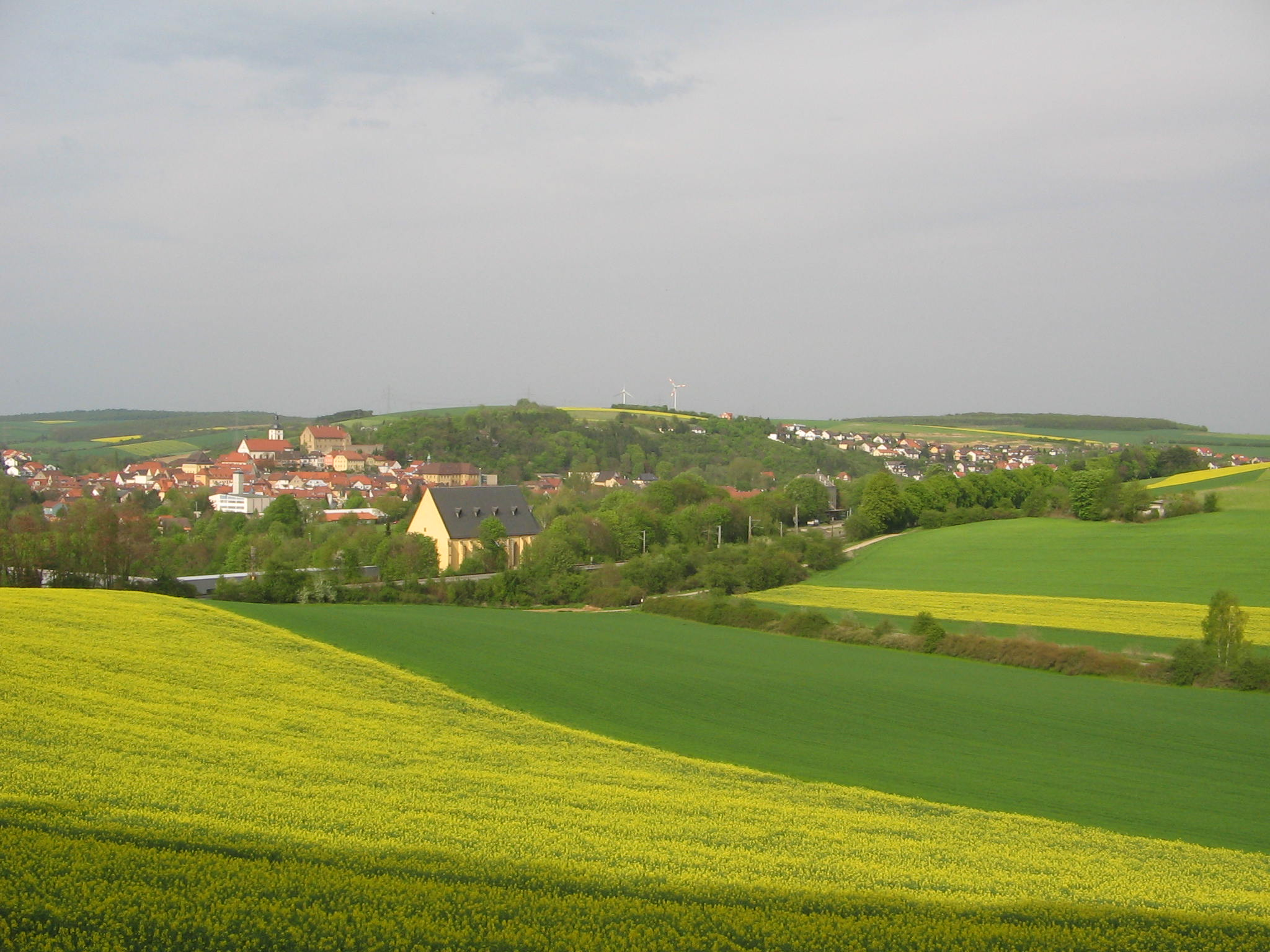
Widok na pola i Kościół Maria Sondheim

## Zabytki i atrakcje
- późnogotycki kościół pielgrzymkowy Maria Sondheim
- ratusz
- szpital wybudowany w 1555
- biblioteka

## Osoby urodzone w Arnsteinie
- Moritz von Hutten – duchowny, biskup Eichstätt
- Michael Ignaz Schmidt – historyk
- Christian Wück – piłkarz